# Mathesis Universalis
Mathesis universalis (del griego matheseôs – ciencia o aprendizaje,  latín universalis – universal)  hace referencia a un hipotético modelo matemático previsto por Leibniz y Descartes, entre otros filósofos  y matemáticos del siglo XVI y XVII. John Wallis utiliza la expresión para el título de un libro de texto sobre geometría cartesiana. 
La descripción más clara de Descartes de la mathesis universalis se produce en el Artículo IV de sus Reglas para la dirección de la mente, escrito antes de 1628. El deseo de un lenguaje más perfecto que cualquier lenguaje natural se habían expresado antes de Leibniz por John Wilkins en su An essay toward real character, and a philosophical language en 1668. Leibniz intenta resolver las posibles conexiones entre el álgebra, cálculo infinitesimal, y el carácter universal en un tratado incompleto titulado "Mathesis universalis" en 1695.